# Ihráčske kamenné more
Ihráčske kamenné more je přírodní památka v v Kremnických vrších ve správě státní ochrany přírody Štiavnické vrchy.
Nachází se v katastrálním území obce Ihráč v okrese Žiar nad Hronom v Banskobystrickém kraji. Území bylo vyhlášeno či novelizováno v roce 1993 na rozloze 2,2086 ha. Ochranné pásmo nebylo stanoveno.